# أمايا (مغنية)
أمايا روميرو أربيزو (مواليد 3 يناير 1999) والمعروفة فنيًا أيضًا باسم أمايا ، هي مغنية إسبانية. اكتسبت شهرة وطنية عندما شاركت في المسلسل التاسع من مسابقة المواهب التلفزيونية أوبراسيون تريونفو ، حيث انتهت في المركز الأول. مثلت روميرو إسبانيا إلى جانب ألفريد غارسيا في مسابقة الأغنية الأوروبية 2018 مع أغنية "Tu Canción".

## الجوائز والترشيحات
| عام  | منظمة               | فئة                        | المرشح / العمل               | نتيجة | م.    |
| ---- | ------------------- | -------------------------- | ---------------------------- | ----- | ----- |
| 2020 | Premios Odeón       | Best Female Artist         | Amaia                        | رُشِّح   | [ 5 ] |
| 2020 | Latin Grammy Awards | Best Long Form Music Video | "Una Vuelta al Sol"          | رُشِّح   | [ 6 ] |
| 2021 | Premios MIN         | Song of the Year           | "El Encuentro" (with Alizzz) | رُشِّح   | [ 7 ] |
| 2021 | Premios MIN         | Best Urban Recording       | "El Encuentro" (with Alizzz) | فوز   | [ 7 ] |
| 2021 | Premios MIN         | Best Production in a Song  | "El Encuentro" (with Alizzz) | رُشِّح   | [ 7 ] |
| 2021 | Premios MIN         | Best Music Video           | "El Encuentro" (with Alizzz) | رُشِّح   | [ 7 ] |